# Żwirblewszczyzna I
Żwirblewszczyzna I (biał. Свербляўшчына; ros. Сверблевщина) – były chutor na Białorusi, w obwodzie witebskim, w rejonie postawskim, w sielsowiecie Komaje.
Miejscowość została zlikwidowana w 2008 roku.

## Historia
W czasach zaborów zaścianek w gminie Komaje, w powiecie święciańskim Imperium Rosyjskiego. W 1905 roku liczył 13 mieszkańców, 35 dziesięcin.
W dwudziestoleciu międzywojennym zaścianek leżał w Polsce, w województwie wileńskim, w powiecie święciańskim, w gminie Komaje.
W 1931 w 2 domach zamieszkiwało 12 osób.
W wyniku napaści ZSRR na Polskę we wrześniu 1939 miejscowość znalazła się pod okupacją sowiecką. 2 listopada została włączona do Białoruskiej SRR. Od czerwca 1941 roku pod okupacją niemiecką. W 1944 miejscowość została ponownie zajęta przez wojska sowieckie i włączona do Białoruskiej SRR.
Do 2004 roku w sielsowiecie Mieguny.